# 하동 대곡리 조지서 묘비
하동 대곡리 조지서 묘비(河東 大谷里 趙之瑞 墓碑)는 대한민국 경상남도 하동군 옥종면 대곡리에 있는 조선시대의 조지서의 묘비이다. 2009년 2월 19일 경상남도의 문화재자료 제458호로 지정되었다.

## 개요
조지서의 묘비는 명성에 비해 그 크기와 형태가 뛰어나지 않으며 비석이 사암으로 이루어져 보존상태가 양호하지 않으나 남명이 찬술한 묘갈명이 있어 사료적으로 그 가치가 높다.

## 참고 자료
- 하동 대곡리 조지서 묘비 - 국가유산청 국가유산포털